# Mocopi
mocopi（モコピ） は、ソニー株式会社が開発・販売するモバイル向けモーションキャプチャーシステム。

## 概要
小型・軽量のセンサーを用い、スマートフォンと連携して全身の動きをリアルタイムでトラッキングできる。直径32 mm・厚さ11.6 mm・重量約8 gの小型センサー×6個とスマートフォンアプリを組み合わせることで、スタジオを用意せずに自宅や屋外でも全身モーションキャプチャーを可能とする

## 沿革
- 2022年11月29日 – 「mocopi（QM‑SS1）」を正式発表。予約受付は12月中旬より、ソニーストア限定で開始[1][4]。
- 2023年1月26日 – 日本国内にて発売開始[1][4][5]。
- 2024年3月 – 上位モデルとしてモーションキャプチャー精度を強化した「mocopi Pro Kit」を発表。12個のセンサーとPC用受信機、専用バンドをセットにしたプロ向けキットを提供開始 [6]。
- 2024年4月 – Good Design Award 2023 にて「グッドデザイン賞」を受賞[7][8]。
- 2024年4月 – Red Dot Award 2024において「Best of the Best」 を受賞[9]。

## 歴代機種
- mocopi（QM‑SS1） - 2023年1月20日に販売を開始。ソニーは小型・軽量センサー6つとスマートフォンアプリで動作するモバイルモーションキャプチャー。[1][4]。

- mocopi Pro Kit - 2025年3月25日に販売を開始[10]。12センサー構成のプロ向けキット「mocopi Pro Kit」を発表。PCへの直接接続や専用ソフト「XYN Motion Studio」対応など機能強化を図ったモデル[6][11]。